# Parc national de Sonfjället
Le parc national de Sonfjället (anciennement orthographié Sånfjället) est un parc national situé dans la commune d'Härjedalen du comté de Jämtland, au centre de la Suède. Le parc fait partie des 9 parcs nationaux de Suède créés en 1909, les premiers du pays et d'Europe.
Il couvre une superficie de 104,4 km2 du massif de Sonfjället, culminant à 1 278 m, ainsi qu'une partie de la forêt alentour. Cette montagne est constituée de quartzites, une roche très résistante mais qui offre un substrat pauvre pour la végétation. Ainsi, au-delà de la limite des arbres, le terrain est essentiellement rocailleux et couvert de lichens. Les forêts ont en revanche une certaine diversité en termes d'âge et d'humidité, certaines étant relativement riches. L'animal emblématique de la montagne est l'ours brun, la zone étant réputée pour abriter un des plus denses populations de Scandinavie.
Le massif était surtout utilisée comme terrain de pâture estival, avec de nombreux chalets d'alpage se développant autour, en particulier au cours du XIXe siècle. L'un d'entre eux, Nyvallen, sur le versant nord de la montagne, est encore en activité, produisant des produits laitiers selon des méthodes traditionnelles. Ce chalet constitue aussi le point d'entrée principal des quelque 12 000 touristes par an qui désirent explorer le massif.

## Toponymie
Le nom Sonfjället a fait l'objet d'un intense débat en Suède, en particulier sur la question de l'orthographe. Le nom officiel en suédois était Sånfjället, mais les habitants de la commune d'Härjedalen où se situe la montagne se sont battus pendant longtemps pour l'orthographe Sonfjället, la montagne étant appelée Sôna dans le dialecte local. En 1922, l'orthographe o est justifiée en suggérant que le nom provient du mot sunna signifiant le soleil en dialecte occidental du vieux norrois. Cependant cette hypothèse est ensuite rejetée car elle ne correspond pas à la prononciation du nom par les habitants locaux. De manière générale, les autorités suédoises de cartographie (Lantmäteriet) considèrent que l'orthographe "å" est plus proche de la prononciation du mot dans l'ensemble du pays. Finalement, la commune continuait à utiliser l'orthographe « o » tandis que le reste du pays utilisait « å ».
Dans les années 2000, une recherche conclut que la prononciation du nom dans la commune est en réalité à mi-chemin entre le « å » et le « o » et que les deux graphies sont donc acceptables. Les autorités nationales décident donc en 2010 de valider l'orthographe désirée par la commune d'Härjedalen et la montagne est donc maintenant officiellement appelée Sonfjället

## Géographie
Sonfjället est située dans la commune de Härjedalen au sud de Hede, dans le comté de Jämtland au centre de la Suède. Le parc national couvre une superficie de 10 440 ha et est contigu avec les réserves naturelles de Nyvallen au Nord et de Nysätern à l'Ouest.

Carte topographique de Sonfjället

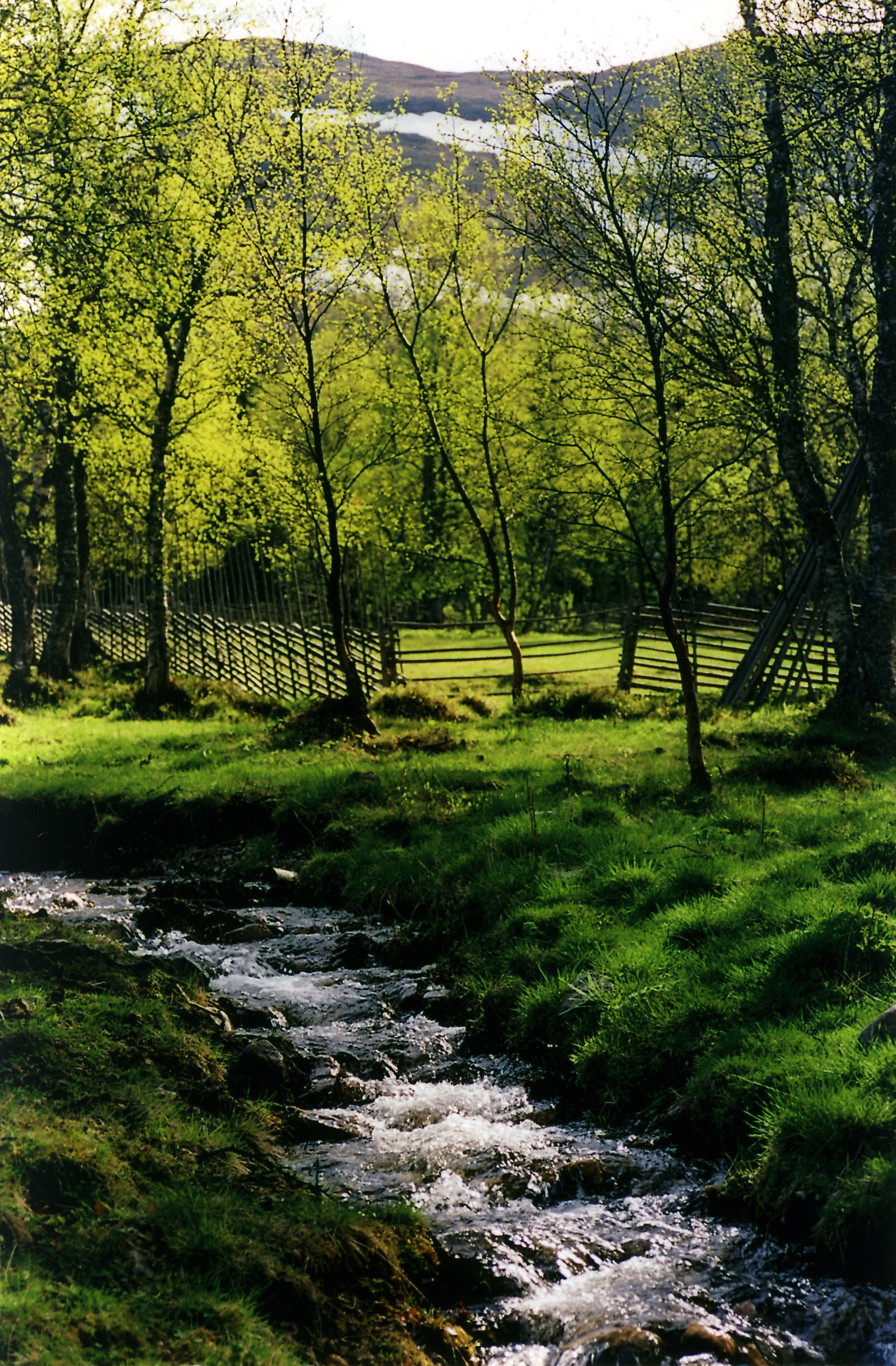
Ruisseau en provenance de la montagne, à Nyvallen.

Sonfjället est une montagne relativement isolée des principaux reliefs des Alpes scandinaves. Elle est constituée de plusieurs sommets tels que Gråsidan, Medstöten, Korpflyet, Valmfjället, Björnvålen et Högfjället, ce dernier étant le point culminant avec 1 278 m. Le parc national inclut aussi Hovden, au sud, détaché du massif principal. La rivière Valmen qui constitue la limite Est du parc est aussi le point le plus bas avec un peu moins de 440 m d'altitude. Le massif est découpé au sud par la vallée de Sododalen. À une altitude comprise entre 680 et 970 m, en particulier au sud, les pentes du massif comptent un grand nombre de ravines allant jusqu'à 10 à 20 m de profondeur.
Plusieurs ruisseaux et torrents prennent leur source dans la montagne, dont en particulier Valmen qui longe ensuite le massif par l'Est et se jette dans la Rånden, qui elle longe le massif par le Sud-Ouest. Tous ces cours d'eau font partie du bassin versant du fleuve Ljusnan dont le cours principal est à seulement quelques kilomètres à l'est. Il y a très peu de lacs autour du massif, à l'exception de quelques petits lacs à Stor-Ryvalen.
La région est caractérisée par un climat continental avec des hivers très froids même à l'échelle de la Suède. Le paysage est couvert de neige environ la moitié de l'année.
| Mois                              | jan.  | fév.  | mars  | avril | mai  | juin | jui. | août | sep. | oct. | nov. | déc.  | année |
| --------------------------------- | ----- | ----- | ----- | ----- | ---- | ---- | ---- | ---- | ---- | ---- | ---- | ----- | ----- |
| Température minimale moyenne (°C) | −15,1 | −14,5 | −11,8 | −6,6  | −1,3 | 3,3  | 5,9  | 4,6  | 1    | −3,2 | −8,8 | −13,4 | −4,9  |
| Température moyenne (°C)          | −11   | −9,9  | −6,9  | −1,9  | 4,1  | 8,8  | 11,2 | 9,5  | 5    | 0,1  | −5,7 | −9,5  | −0,5  |
| Température maximale moyenne (°C) | −6,9  | −5,3  | −1,9  | 2,8   | 9,6  | 14,4 | 16,6 | 14,5 | 9,1  | 3,3  | −2,6 | −5,6  | 4,1   |
| Précipitations (mm)               | 47    | 32,8  | 36,2  | 35,4  | 47,8 | 77,1 | 98   | 88,8 | 68,3 | 59,5 | 54,2 | 51,6  | 700,8 |

| Diagramme climatique                                  |               |               |             |             |             |           |             |          |             |              |               |
| J                                                     | F             | M             | A           | M           | J           | J         | A           | S        | O           | N            | D             |
| −6,9−15,147                                           | −5,3−14,532,8 | −1,9−11,836,2 | 2,8−6,635,4 | 9,6−1,347,8 | 14,43,377,1 | 16,65,998 | 14,54,688,8 | 9,1168,3 | 3,3−3,259,5 | −2,6−8,854,2 | −5,6−13,451,6 |
| Moyennes : • Temp. maxi et mini °C • Précipitation mm |               |               |             |             |             |           |             |          |             |              |               |

## Géologie

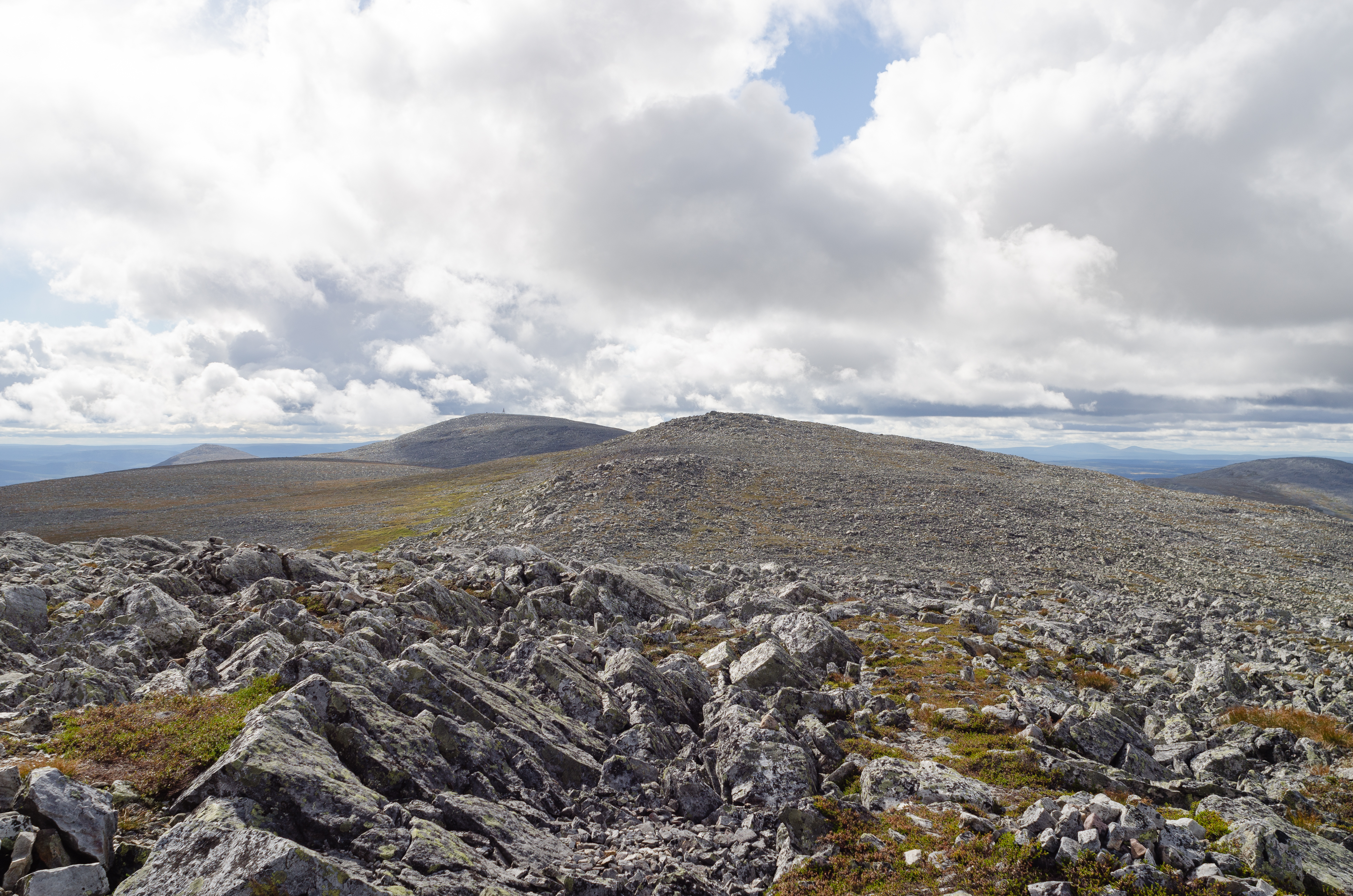
Paysage couvert de rochers près du sommet.

Sonfjället est principalement constitué des quartzites de Vemdal de la nappe de Jämtland (allochtone inférieur de l'ancienne chaîne calédonienne). Ce quartzite est formé par métamorphisme de grès datant du début du Cambrien. Cette roche est très résistante et est principalement érodée par l'action du gel et dégel qui la fragmente et crée des piles de roches caractéristiques de cette montagne.
Les glaciations ont laissé leurs marques dans le paysage. En particulier, les ravines que l'on trouve au niveau des cols entre les sommets de Gråsidan et Valmfjället, entre Medstöten et Korpflyet et entre Korpflyet et Högfjället ont été formées lors de la fonte des glaciers il y a environ 10 000 ans. Les sommets se sont libérés des glaces en premier alors que l'inlandsis couvrait encore les plaines, et les grandes quantités d'eau de fonte ont créé des profondes entailles dans les zones de haute ou moyenne altitude. Les autres types de ravines que l'on trouve au sud du massif sont aussi issues des glaciations.

## Milieux naturels

### Flore

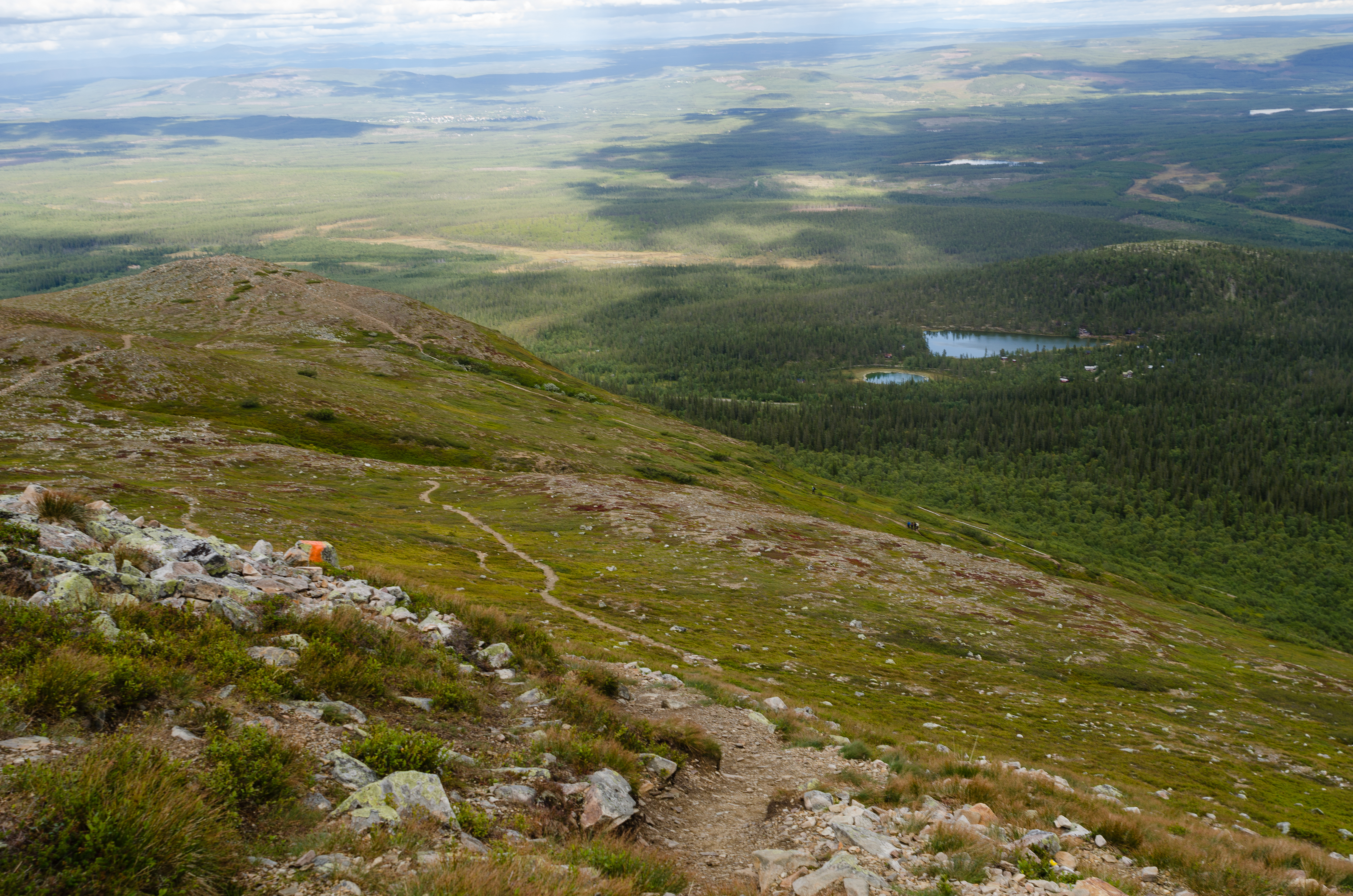
Landes pauvres du parc, avec la forêt de conifères à l'arrière plan et une mince bande de forêt de bouleaux plus claire en transition.

Les quartzites qui constituent Sonfjället sont un terrain très pauvres pour la végétation. Cependant, du fait du climat continental et en particulier des étés relativement chauds, la limite des arbres est particulièrement haute à l'échelle du pays, atteignant 1 110 m au sud de Korpflyet. Au-dessus de cette limite, le massif est couvert d'une lande pauvre, dominée essentiellement par les lichens. Certaines parties du massif n'étant pas affecté par la pâture des rennes, la couverture de lichen est relativement riche et ceci constitue même l'une des motivations pour la création du parc. Les principales espèces sont la cladonie étoilée (Cladonia stellaris), Rhizocarpon geographicum, le lichen d'Islande (Cetraria islandica) et Cladonia arbuscula. Les principales plantes vasculaires sont dans la partie inférieure de cette zone : la camarine noire (Empetrum nigrum), l'andromède bleue (Phyllodoce caerulea), la myrtille (Vaccinium myrtillus) et le bouleau nain (Betula nana). Sur les bords des ruisseaux, par exemple dans la vallée Sododalen, la flore est nettement plus riche, avec entre autres la laitue des Alpes (Cicerbita alpina), le géranium des bois (Geranium sylvaticum), l'alchémille des Alpes (Alchemilla alpina), l'athyrium des Alpes (Athyrium distentifolium), le compagnon rouge (Silene dioica) et la fléole des Alpes (Phleum alpinum).

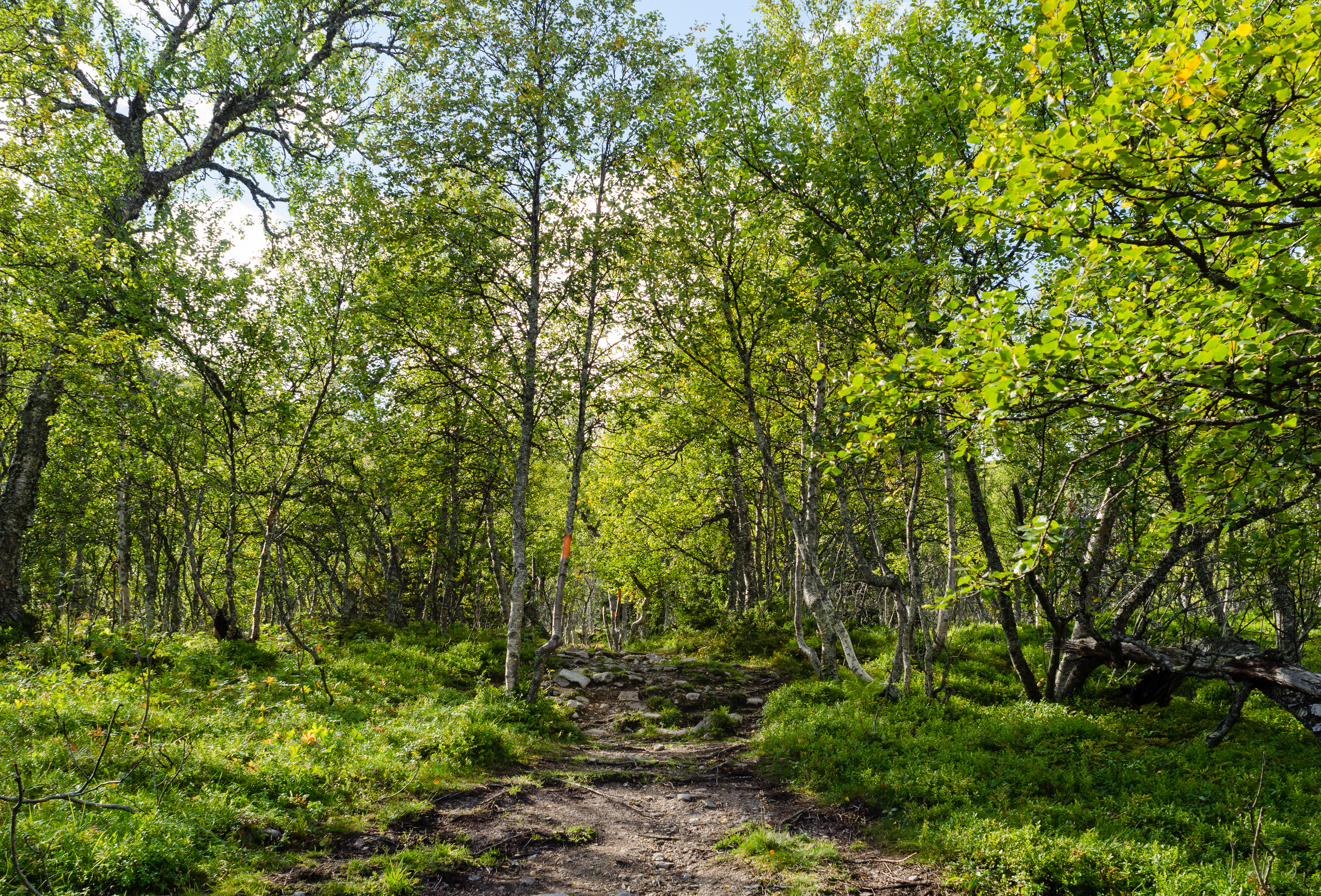
Forêt de bouleaux de Sonfjället au nord du massif.

À l'instar de la plupart des Alpes scandinaves, la limite des arbres est formée par les forêts de bouleau tortueux (Betula pubescens subsp. tortuosa). Dans la partie Ouest et Sud, ces forêts sont en général plutôt sèches et pauvres, avec un sol couvert de lichens, tandis qu'au Nord et à l'Est, ainsi que près des ruisseaux, elles sont plus riches et humides. Vers les plus basses altitudes, cette forêt se transforme en une forêt de conifères, avec là encore des variations d'humidité. Les zones sèches sont dominées par le pin sylvestre (Pinus sylvestris), avec un sol couvert de lichens, de camarine noire et d'airelle rouge (Vaccinium vitis-idaea). Au contraire, les zones plus humides, en particulier sur le versant Nord-Est et dans la vallée de Sododalen sont dominées par l'épicéa commun (Picea abies) avec des sous-bois comprenant entre autres de la myrtille, du solidage verge d'or (Solidago virgaurea), du géranium des bois, de l'épilobe en épi (Chamerion angustifolium), du mélampyre des prés (Melampyrum pratense) et des forêts (Melampyrum sylvaticum), de la trientale d'Europe (Trientalis europaea), du maïanthème à deux feuilles (Maianthemum bifolium) ainsi que des mousses dont la pleurozie dorée (Pleurozium schreberi) et Hylocomium splendens. La forêt est particulièrement riche dans la vallée de la Valmen, avec une grande quantité de feuillus se mêlant aux conifères.
Certains épicéas atteignent des âges supérieures à 250 ans, et dans ces zones, la forêt a de nombreuses caractéristiques d'une forêt ancienne. Une des principales curiosités de la flore de la montagne est l'arbre Old Rasmus, un épicéa âgé d'au moins 9 500 ans ce qui en fait l'un des plus vieux arbres au monde. Tout comme Old Tjikko situé sur le massif de Fulufjället non loin de là, il s'agit d'un arbre clonal, et l'arbre actuellement visible est nettement plus jeune.

### Faune

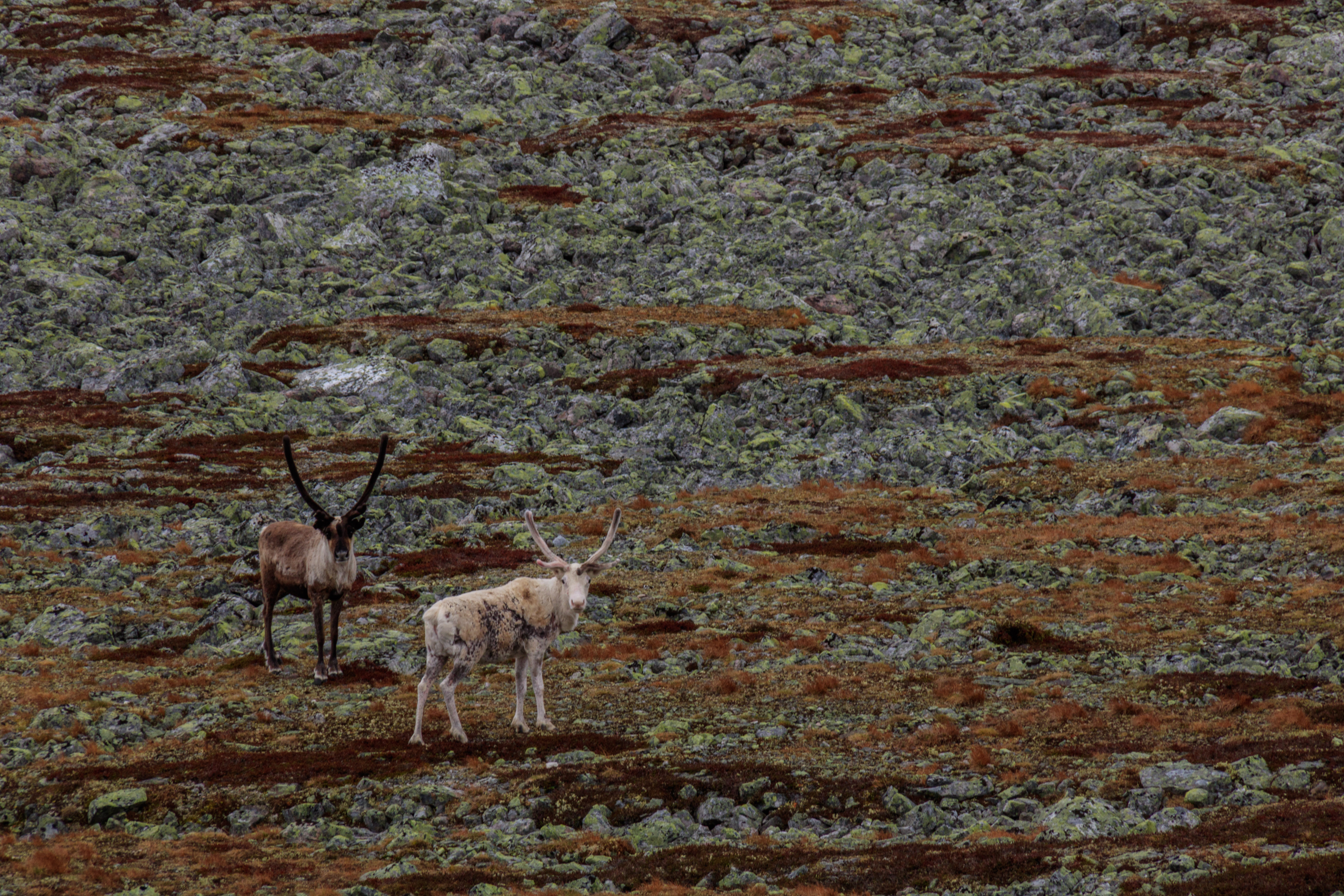
Rennes domestiques sur la montagne.

Sonfjället est réputé comme étant l'une des zones les plus riches en ours brun (Ursus arctos) de Scandinavie. La protection des ours, qui était en danger critique d'extinction en Suède au début du XXe siècle, est l'autre principale raison de la création du parc national, et au plus bas de la population, dans les années 1920, le parc était l'un des derniers refuges de l'espèce.  Les autres grands prédateurs, le loup gris (Canis lupus), le glouton (Gulo gulo) et le lynx boréal (Lynx lynx), sont aussi présents. La faune est autrement relativement typique, avec dans les forêts un grand nombre d'élans (Alces alces), des chevreuils (Capreolus capreolus), des renards roux (Vulpes vulpes), des blaireaux (Meles meles) et des belettes (Mustela nivalis). Parmi les oiseaux des forêts on peut nommer le tarin des aulnes (Spinus spinus), le pinson des arbres (Fringilla coelebs), le gobemouche noir (Ficedula hypoleuca), le pouillot véloce (Phylloscopus collybita), le grimpereau des bois (Certhia familiaris), la grive draine (Turdus viscivorus) et le rouge-gorge familier (Erithacus rubecula). Au plus hautes altitudes, les principales espèces d'oiseaux sont le lagopède alpin (Lagopus muta), le bruant des neiges (Plectrophenax nivalis), le pluvier guignard (Charadrius morinellus), le pipit farlouse (Anthus pratensis), le coucou gris (Cuculus canorus) et la buse pattue (Buteo lagopus).

## Histoire

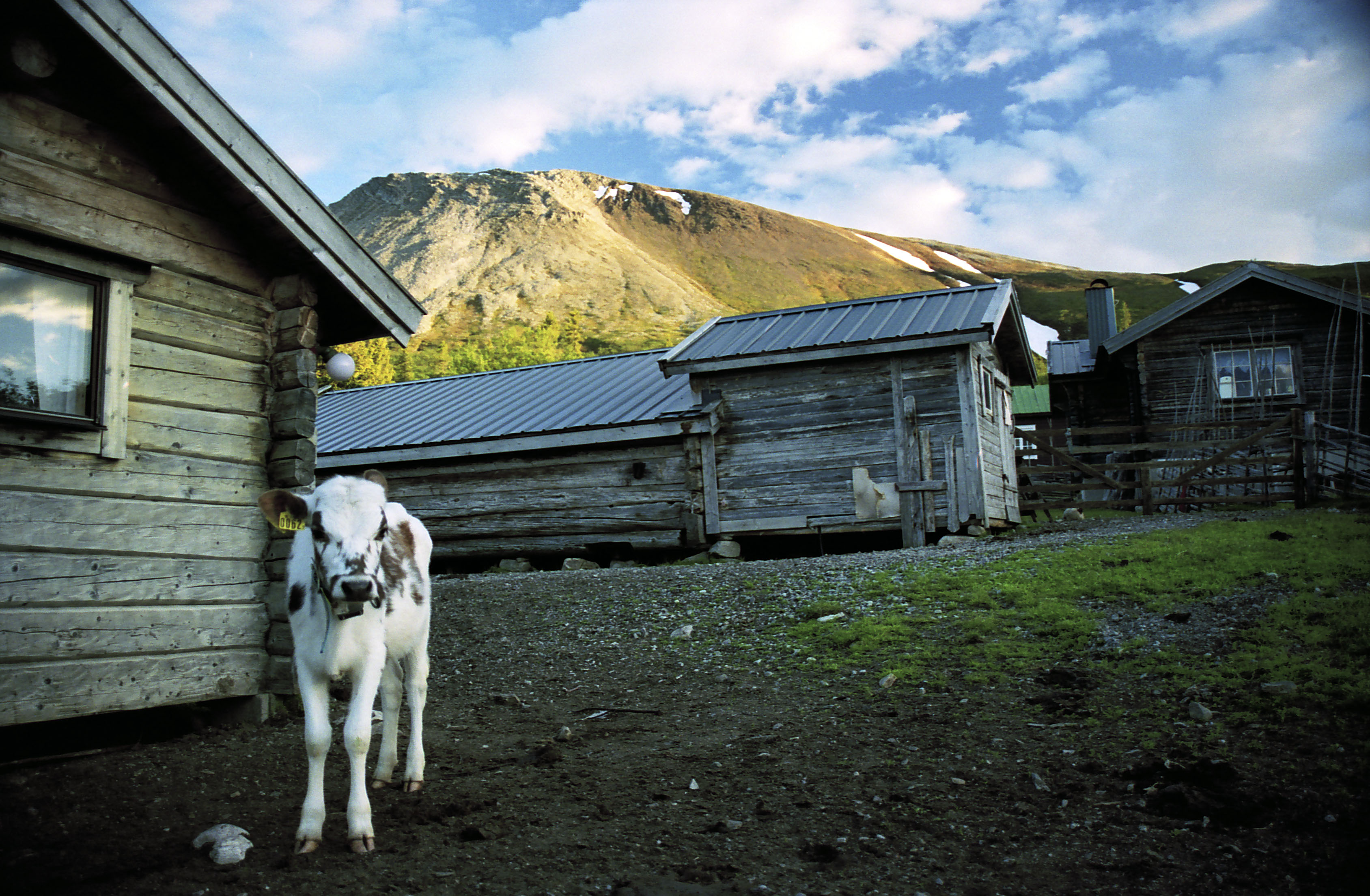
Le chalet d'alpage de Nyvallen avec Sonfjället à l'arrière-plan.

Sonfjället était utilisé comme terrain de pâture estival, et dans la seconde moitié du XIXe siècle en particulier, de nombreux chalets d'alpages sont construits autour du massif. À cette époque, près de dix chalets sont en activité : Nyvallen, Dalsvallen, Kusvallen, Nysätern, Gammelbodarna, Tevjevallen, Brottvallen, Tjärnvallen et Gammelvallen. Aujourd'hui ils sont tous abandonnés à l'exception de Nyvallen, qui date du XVIIIe siècle. Ce chalet produit en particulier des produits laitiers et toutes les étapes de la production respectent encore les méthodes ancestrales.
Le parc national est constitué en 1909, en même temps que 8 autres, devenant ainsi les premiers parcs nationaux de Suède et d'Europe. La principale motivation est la protection d'une zone au sud des montagnes suédoises, non affectée par la pâture des rennes. Le parc national couvre alors 27 km2, mais il est étendu en 1989 à l'ensemble du massif ainsi que les forêts alentour, pour une superficie totale de 104 km2. À peu près à la même période, les réserves naturelles de Nyvallen et Nysätern sont créées. À celles-ci vient s'ajouter en 2017 la réserve naturelle de Telebäckdalen.

## Gestion et administration
Comme pour la plupart des parcs nationaux de Suède, la gestion et l'administration sont divisées entre l'agence suédoise de protection de l'environnement (Naturvårdsverket) et le conseil d'administration des comtés (Länsstyrelse). Le Naturvårdsverket est chargé de la proposition des nouveaux parcs nationaux, sur consultation des conseils d'administration des comtés et des communes, et la création est entérinée par un vote du parlement. Le terrain est ensuite acheté par l'État, par l'intermédiaire du Naturvårdsverket. La gestion est enfin confiée principalement au comté, c'est-à-dire au conseil d'administration du comté de Jämtland pour le parc de Sonfjället.
La nature du parc national est dans l'ensemble laissé à elle-même. Le point de contention majeur du parc est la question de la pâture des rennes par les Samis. En effet, bien que le parc ait été créé en grande partie car il se situait en dehors des territoires Samis, il est maintenant en partie inclus dans le territoire d'hivernage des rennes du village Sami de Mittådalen. Il s'agit avant tout d'un point de rassemblement et est peu utilisé pour la pâture, mais des effets négatifs sur le tapis de lichens ont été remarqués dans certaines zones du parc.

## Tourisme
Le parc national de Sonfjället est visité par environ 12 000 personnes par an. Le principal point d'accès en été est le chalet de Nyvallen, accessible depuis le village de Hedeviken. Outre le chalet d'alpage qui constitue un site touristique en soi, Nyvallen comprend un chalet d'information ouvert en été et est le point de départ de nombreux sentiers de randonnée. Le parc compte des points d'entrées secondaires à Nysätern, Dalsvallen et Valmen. La plupart des sentiers sont concentrés dans la partie nord et centrale du parc, et c'est aussi là que se trouve l'unique chalet d'hébergement du parc, dans la vallée de Sododalen. La montée sur le sommet de Högfjället est l'une des randonnées populaires et offre une vue dégagée sur toute la région. Un compromis moins exigeant est le sommet Lillfjället, juste au sud de Nyvallen, qui offre tout de même une vue dégagée étant au-dessus de la limite des arbres. Le tourisme organisé est surtout centré sur l'observation des ours, principalement centré sur la partie sud où ces animaux sont les plus nombreux. Le parc est aussi accessible l'hiver et comprend quelques sentiers marqués pour le ski de fond, la partie occidentale et les pentes de Gråsidan étant particulièrement populaires en cette saison.

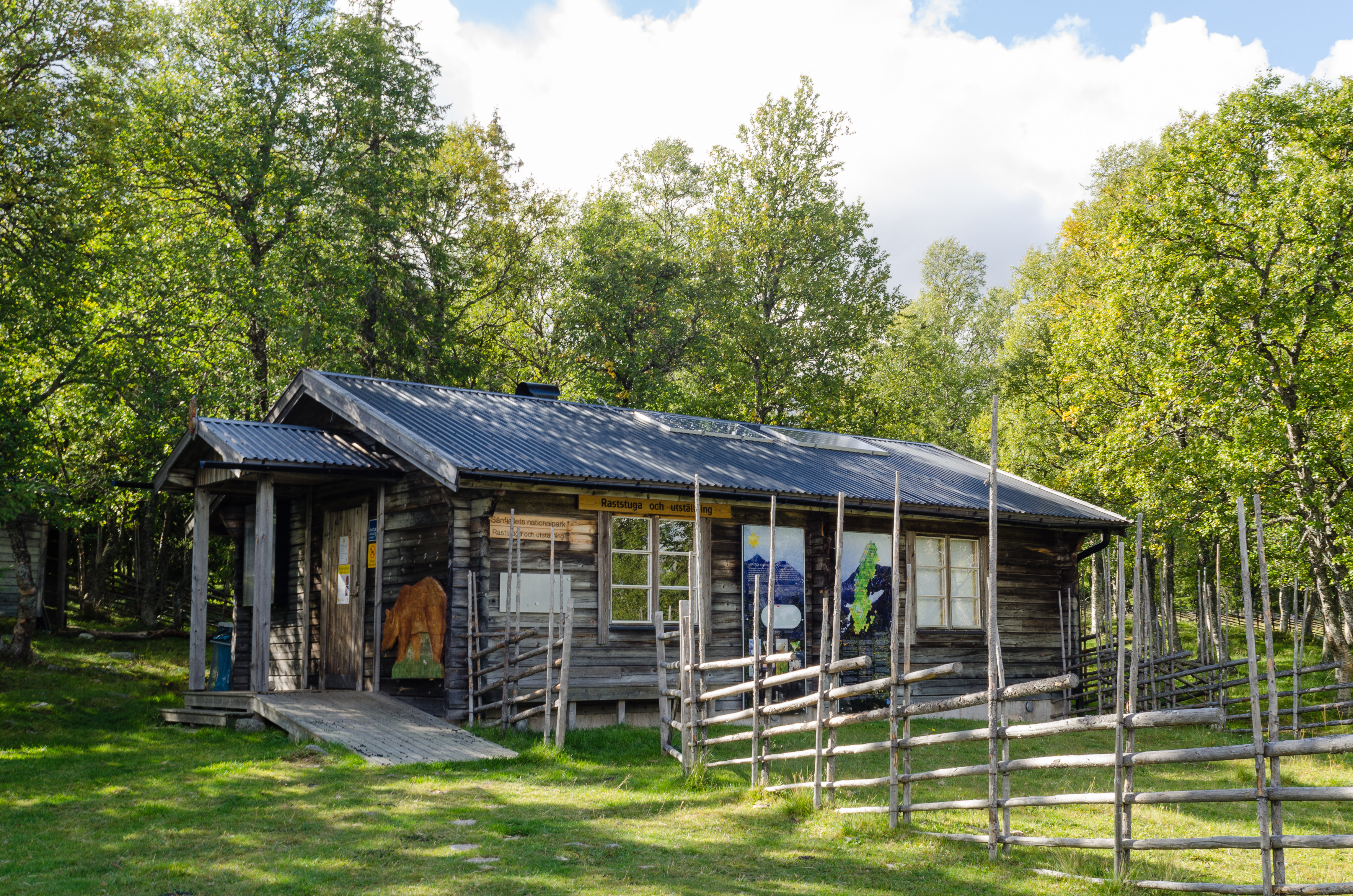
Chalet d'information à Nyvallen.
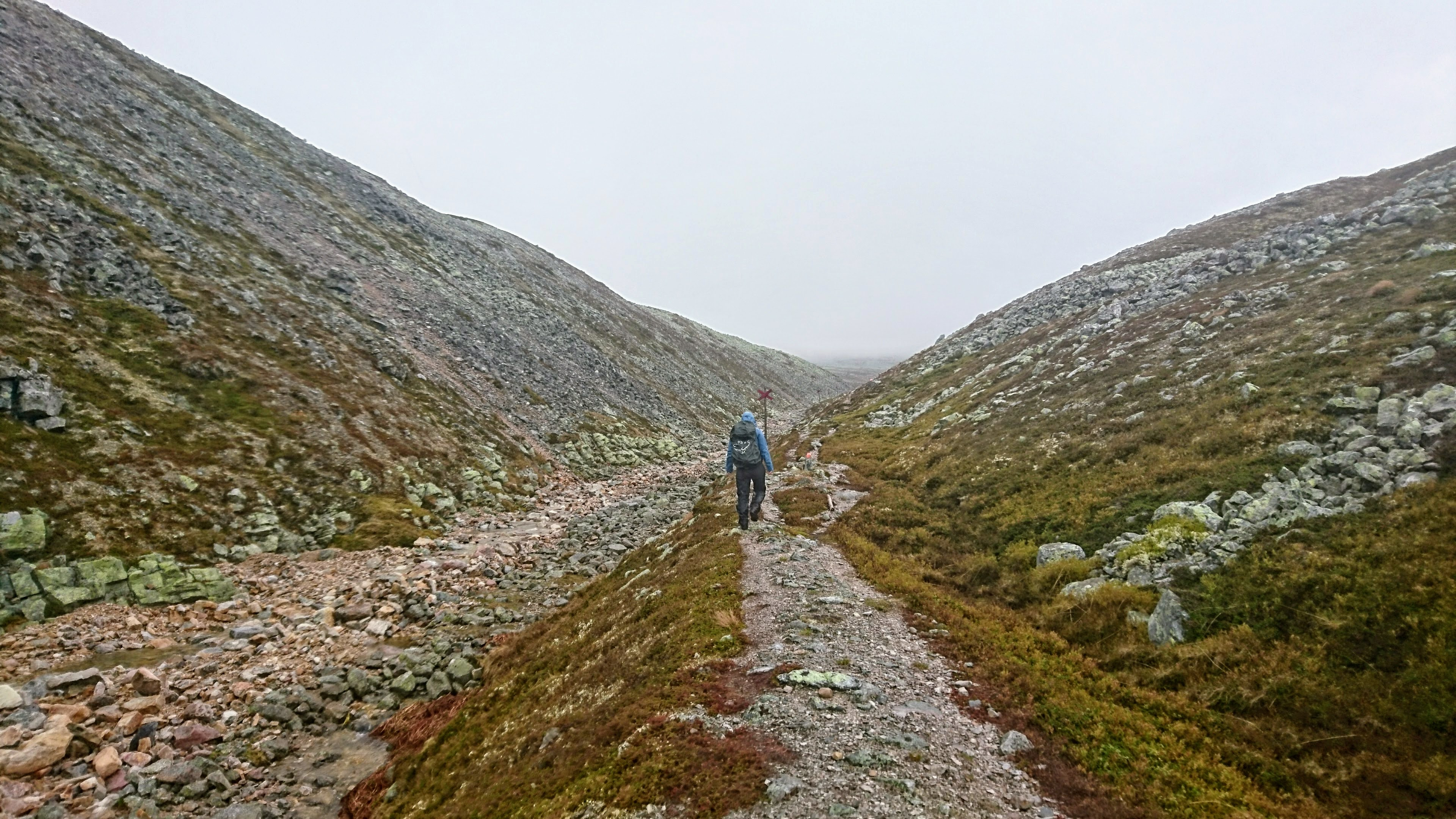
Randonneur dans le parc.
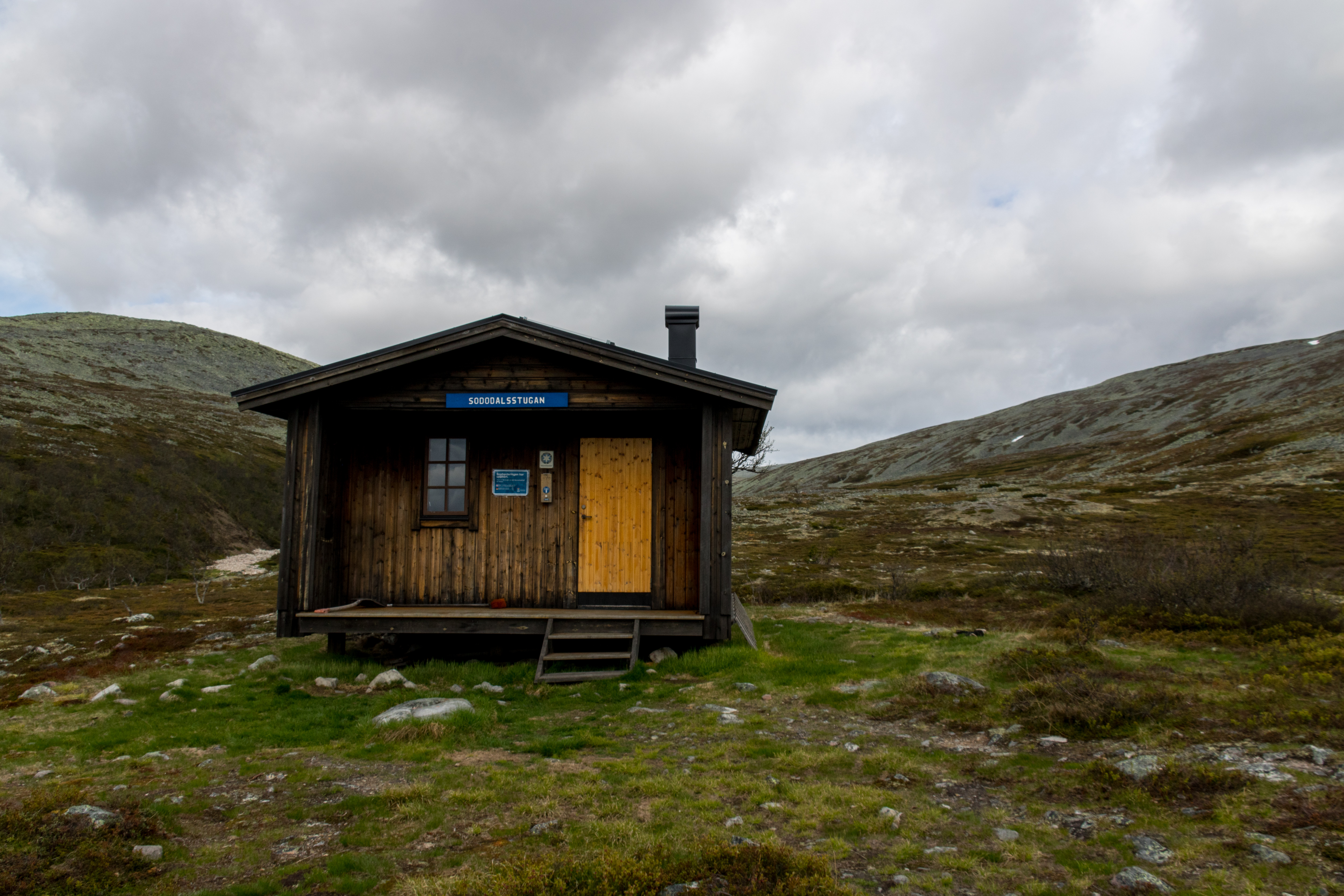
Le chalet de Sododalen.